# Prodrom
Das Prodrom ist ein einer Erkrankung vorangehendes Vorstadium. Das Wort kommt über lateinisch prodromus von altgriechisch πρόδρομος pródromos, deutsch ‚Vorläufer‘. Der deutsche Plural ist Prodrome, Pródromi die lateinische Pluralbildung.
Ein Prodrom ist ein Frühsymptom und für die eigentliche Krankheit zumeist nicht charakteristisch. 
Mehrere länger anhaltende Prodrome, die die Früh- oder Vorstadien von Erkrankungen ausmachen, bilden das Prodromalstadium bzw. die Prodromalphase. Beispielsweise gehen vielen Infektionskrankheiten unspezifische Beschwerden wie Unwohlsein, allgemeine Mattigkeit, Kopfschmerz, Übelkeit usw. voran. Die Diagnose lässt sich aus den Prodromen meist nur dann stellen, wenn es wegweisende anamnestische Angaben gibt. Auch bei psychiatrischen Erkrankungen spielen Prodromalerscheinungen eine wichtige Rolle.
Bei Epilepsien ist die spezifische und vom einzelnen Erkrankten im Wiederholungsfall wiedererkennbare Aura zu unterscheiden von den allgemeinen Prodromen, die meistens mit einem Gefühl der Unruhe verbunden sind.